# Quarter Horse
Quarter horse, také americký kovbojský kůň, je jedno z nejstarších amerických plemen koní, které se začalo chovat již na počátku 17. století. Vyvinul se z dovezených španělských, arabských, berberských a tureckých koní, které osadníci křížili s různými anglickými „cestovními“ plemeny. Výsledkem byl velice rychlý, mohutně stavěný sprinter. Používá se hlavně ve směru práce s dobytkem.

## Původ jména, historie a současnost
Původně si jeho předchůdce britští kolonisté v 17. a začátkem 18. století oblíbili pro jeho schopnost běhat rychleji, než kterékoliv jiné plemeno na čtvrt míle (odtud jméno Quarter z tzv. "Quarter mile" závodů). Později si ho oblíbili američtí dobytkáři pro jeho nenahraditelnost při nahánění stád dobytka.
V dnešní době je Quarter Horse z důvodu modernizace dobytkářství chován hlavně pro sport. Rychlost, schopnost práce s dobytkem, inteligence, laskavost a další přednosti mu zůstaly dodnes, ale místo práce na pastvinách je častěji využívá na sportovních kolbištích a díky své povaze také jako ideální kůň na rodinné vyjížďky ve volném čase.

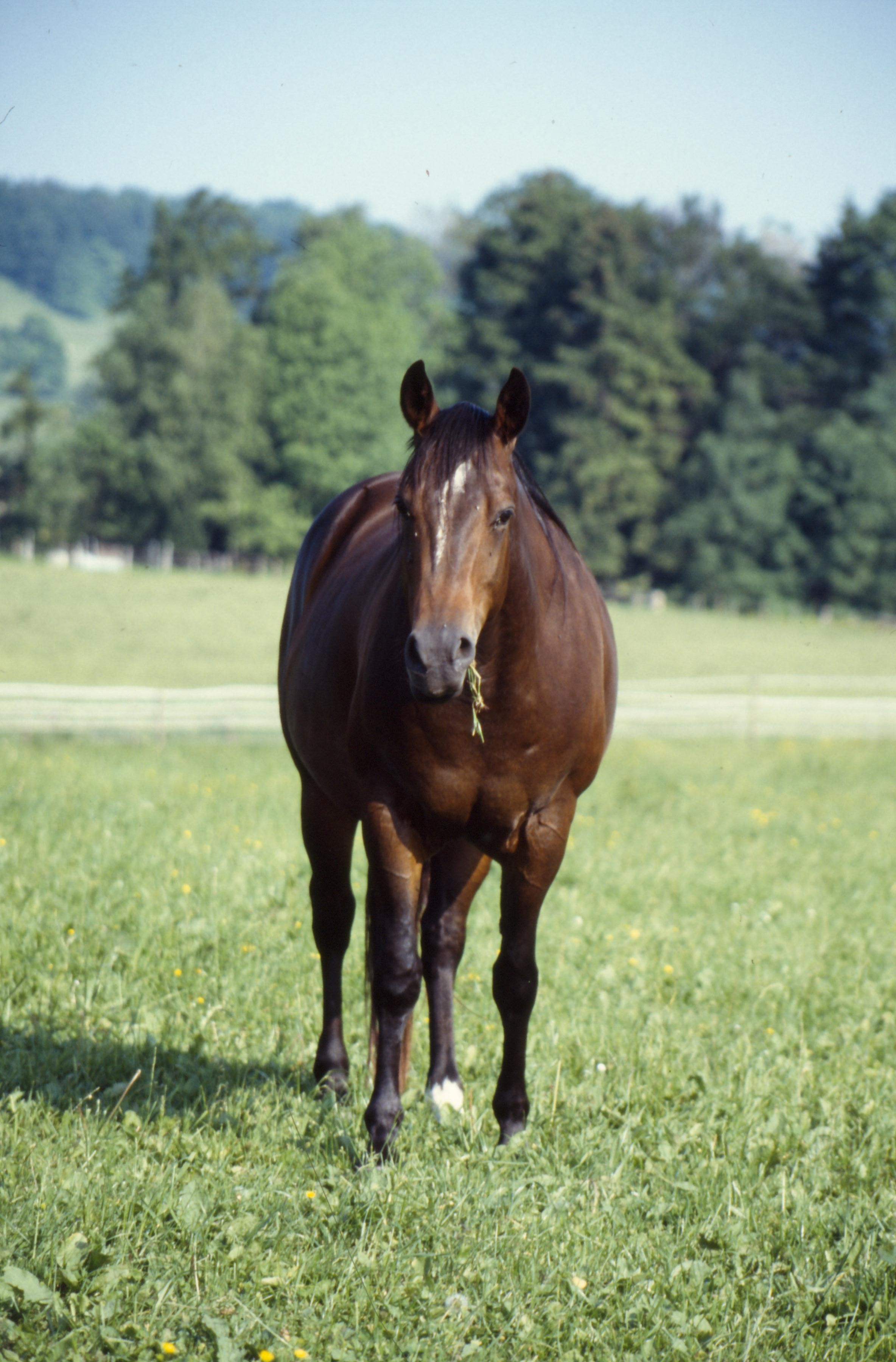

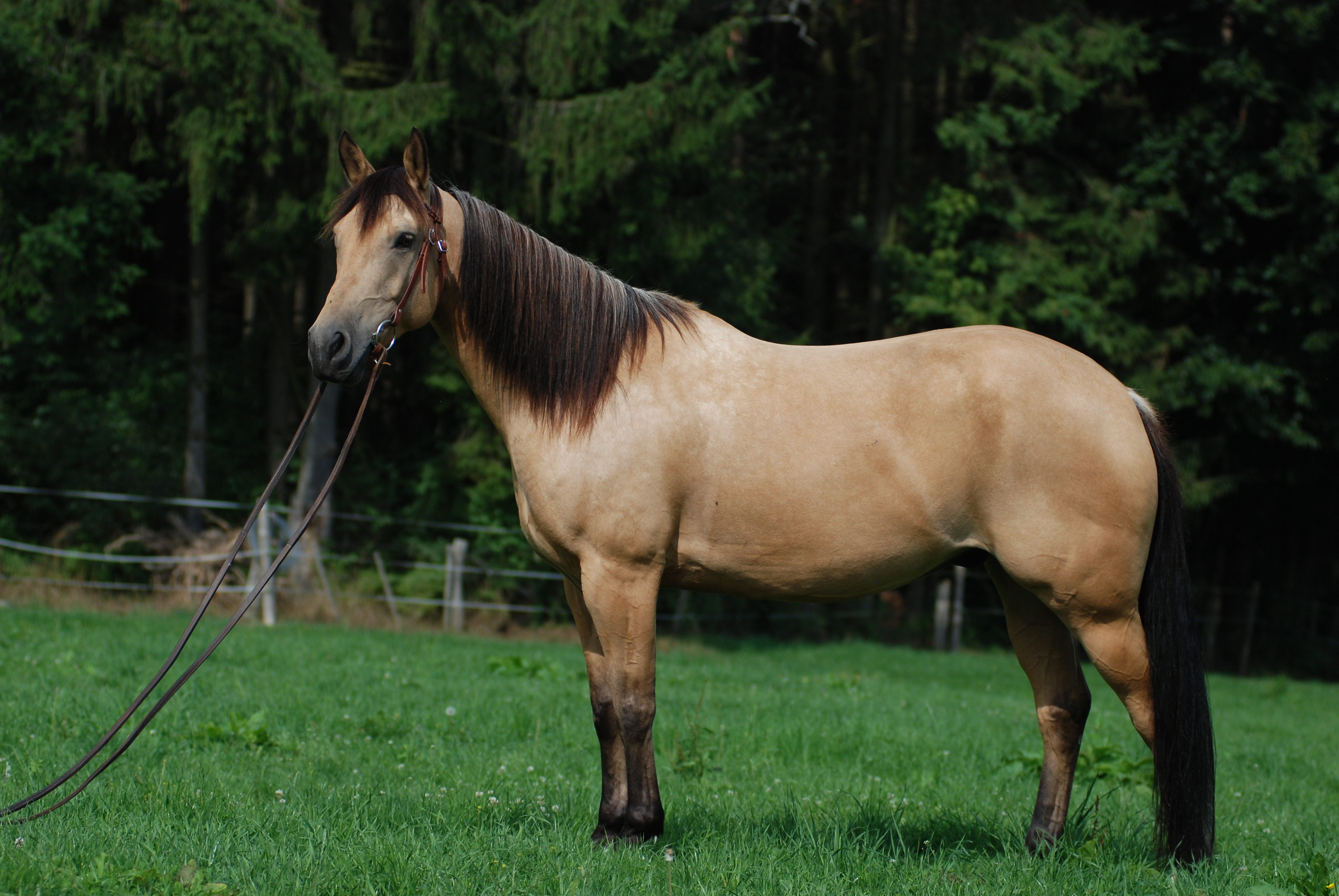
Plavý quarter horse

### Založení plemenné knihy
Myšlenka vytvoření plemenné knihy pro toto plemeno se datuje k 14. březnu 1940, kdy se na dnes již legendárním dobytkářském trhu ve Fort Worth, Texas, USA, sešli vlivní statkáři, aby vytvořili organizaci zastřešující chov těchto koní. Samotná plemenná kniha sice vznikla až o několik let později, ale samotní zakladatelé si tehdy neuvědomili, že právě založili organizaci, která se stane největší plemennou knihou na světě. Organizace vedoucí plemennou knihu se nyní jmenuje American Quarter Horse Association (AQHA) a sídlí v Amarillo, Texas, USA. Od svého založení zaregistrovala již přes 5 milionů koní tohoto plemene a sdružuje statisíce členů po celém světě. Ve svém sídle má stovky zaměstnanců, registrace koní probíhají elektronicky a na základě ověření přes DNA testy. Po celém světě má AQHA přes 25 mezinárodních poboček.

### Quarter Horse v Česku
Plemeno je tak populární, že jej znají chovatelé téměř z celého světa, z České republiky nevyjímaje. Samotný chov a aktivity v Česku zastřešuje Czech Quarter Horse Association (CZQHA), která je oficiální mateřskou mezinárodní afiliací AQHA. Každoročně pořádá řadu závodů, kurzů, společenských vyjížděk. Byla založena v roce 2001 a dodnes patří mezi nejdynamičtěji vyvíjející se mezinárodní afiliace mateřské AQHA. Při založení CZQHA bylo v Česku přibližně 250 koní plemene Quarter Horse. O 10 let později, v roce 2011, se tento počet znásobil na více než 1 300 koní. Roční přírůstek v ČR přesahuje i přírůstky v takových zemích jako Austrálie, Nový Zéland, Argentina, Švýcarsko, Nizozemí aj. Díky dlouhodobé podpoře a pravidelným programům patří populace plemene Quarter Horse mezi nejrozvinutější ve všech zemích bývalého sovětského bloku.

### Quarter Horse v Evropě a ve světě
Největší evropská populace plemene se nyní nachází v Německu, kde je přibližně 32 000 koní tohoto plemene. Následuje Itálie s populací 21 000 koní, Francie 7 000 koní, Rakousko 4 000 koní, Belgie 3 500 koní, Nizozemí taktéž 3 500 koní, naopak Polsko má jen 400 koní, Slovensko dokonce jen 345 koní.
Daleko největší populace Quarter Horse žije na rodném kontinentu, tj. v USA, kde žije téměř 2.800.000 koní. Nejvíce je chován ve státech jako Texas 461.000, Oklahoma 188.000, Kalifornie 136.000. Mezi další významné lokality patří Kanada (celkově 240.000 koní) a Mexiko (34.000 koní).
Zdroj dat: Výroční zpráva AQHA za rok 2009.

## Vzhled a charakteristika plemene

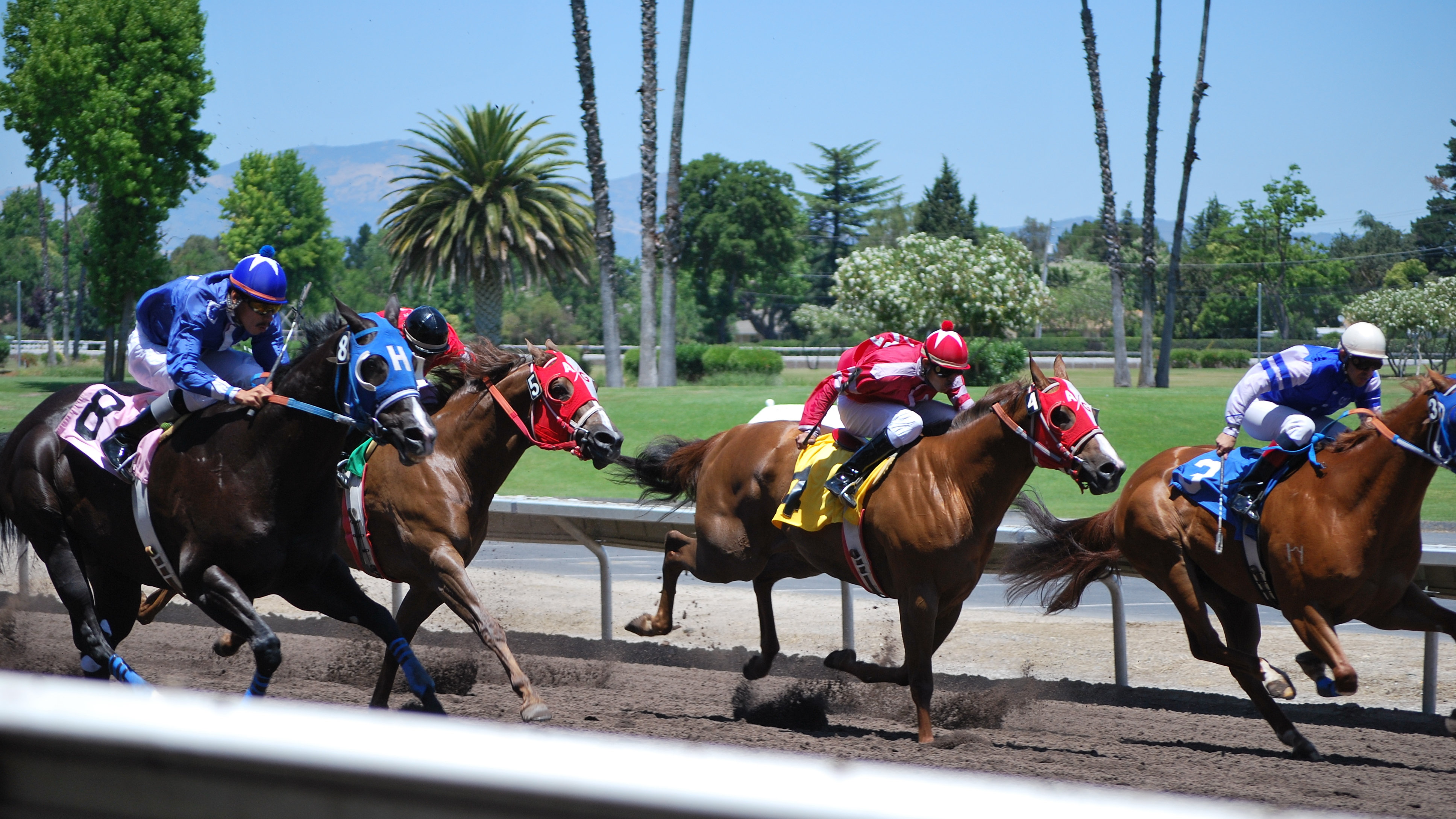
Závodící quarter horses

Quarter horse je kůň menšího vzrůstu, ale těžké konstrukce s dobrým osvalením na celém těle. Hřbet je poměrně krátký, hrudník široký a silný. Na výšku tito koně mívají mezi 140 až 150 cm, někteří jedinci mohou dorůst výšky až 173 cm. Hmotnost se pohybuje okolo 500–600 kg. Obecně se dělí na závodní a pracovní typy. Závodní typ má jemnější a pružnější konstrukci, bývá větší. Naopak pracovní typ je mírně těžkopádný, ale silný a lépe osvalený. Mají mnoho různých zbarvení, ale všechna jsou jednolitá. Nejčastěji se vyskytují zbarvení plavák, palomino nebo vraník.
Velmi podrobně zpracované údaje o povolených barvách, znacích a jiných důležitých charakteristikách jsou k nalezení na webu CZQHA: https://web.archive.org/web/20100609194626/http://www.czqha.cz/quarterhorse.html